# 포춘 (잡지)

《포춘》(Fortune)은 미국의 최장수 비즈니스 잡지이다. 1930년 헨리 루스에 의해 세워진 《포춘》은 현재 워너미디어가 소유하고 있다. 매년 정기적으로 내놓는 기업 이익 순위표로 유명하다.

## 역사와 조직
《포춘》은 《타임》지의 공동 설립자인 헨리 루스가 1929년 월가 붕괴가 있은 지 4개월 후인, 1930년 2월 설립했다. 원래 루스의 파트너였던 브리턴 헤이든 《포춘》지 설립에 적극적이지 않았다. 하지만 루스는 1929년 10월 15일 헤이든이 숨진 후에 《포춘》지 설립을 추진했다.
루스는 1929년 11월, 타임 주식회사에 "우리는 무작정 낙관적으로만 보지 않을 것이다. 현재의 경기 침체는 1년씩이나 지속될 수 있다고 본다."라는 메모를 남겼다.
《포춘》의 첫 번째 판은 1달러로 발매되었는데, 당시 주간 《뉴욕 타임즈》가 5센트에 판매되고 있었다는 것을 고려해 보면 파격적인 것이었다. 가격 뿐만 아니라 구성 역시 남달랐다. 당시 여러 비즈니스 관련 출판물들은 흑백으로 통계 된 통계 자료정도만 제공했었는데 《포춘》은 11인치 x 14인치에 크림 색 두꺼운 종이, 특수 처리를 통해 인쇄된 멋진 커버로 무장했다.
근거 없는 소문에 따르면, 당시 커버 디자이너였던 T M 클랜드가 가격을 1달러로 정하고 첫 번째 판의 커버 디자인을 한 것은, 아무도 이 잡지의 가격을 얼마로 할지 몰라서였다고 한다. 딱히 가격을 정하기도 전에 1달러로 된 것이 찍혀나갔고, 이는 잘 팔려나갔다. 그래서 《포춘》지 직원들은 이 잡지가 1달러의 값어치를 한다고 생각했다고 한다. 사실, 처음 판을 받기 위해 구독한 사람은 이미 3만 명이나 되었었다. 1937년에는 구독자의 수가 46만명으로 늘어났다.
경제 대공황동안, 《포춘》지는 사회적으로 큰 공신력을 얻었다. 이를 통해 후에 타임 워너가 된 루스의 타임/라이프 미디어 그룹에서 주축돌 역할을 하게 되었다.
《포춘》지는 원래 월간지로 발간되었으나 2005년 9월부터는 격주로 발행되기 시작했다. 《포춘》지는 넓은 분야의 사업, 사업가, 경향, 회사, 현대 비즈니스계를 이끌어 가는 사상등을 다루고 있다.
《포춘》지의 주요 경쟁사는 《포브스》지와 《비즈니스위크》이다. 2000년부터 비즈니스 잡지들의 구독량이 현저하게 줄고 있지만, 《포춘》지의 구독자는 83만 3천여 명에서 85만 7천명으로 증가했다.
《포춘》지의 가장 큰 특색은 포춘 미국 500대 기업, 포춘 미국 1000대 기업, 포춘 세계 500대 기업 등의 기업 순위이다. 이같은 순위는 기업의 전체 수익과 사업 성격을 고려해서 매겨진다.

## 한국판
발행사는 HMG퍼블리싱이며 명칭은 '포춘코리아'다. 2009년 4월에 창간했으며 월간으로 발행한다.

## 같이 보기
- 포춘 500
- 포춘 글로벌 500